# Geometrodinamică

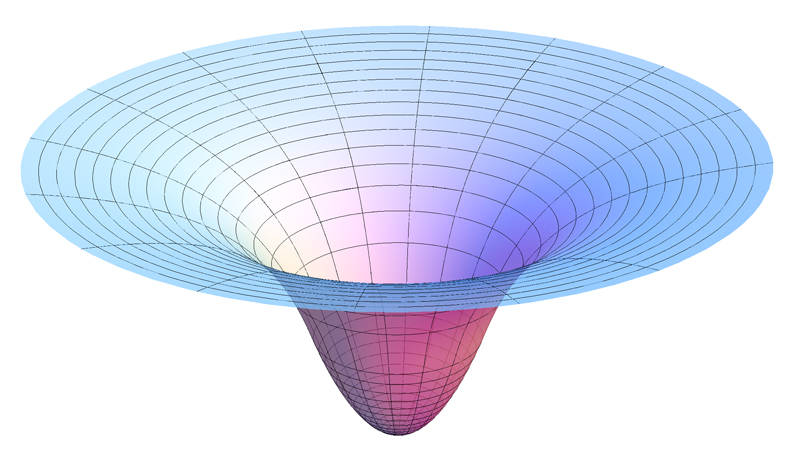
Proiecție 2-D a potențialului gravitațional în și în jurul unui corp sferic uniform și aproximativ. Punctele de inflexiune ale secțiunii transversale sunt la suprafața corpului.

Geometrodinamica este o încercare de a descrie spațiu-timpul și fenomene asociate în termeni de geometrie. Aceasta este o teorie unificatoare, încercând să unifice forțele fundamentale și să reformuleze relativitatea generală. Este o teorie inițiată de Einstein, dar încă activă. Într-un fel, termenul geometrodinamică este sinonim pentru relativitatea generală, caz în care este denumită mai exact ca geometrodinamica lui Einstein pentru a denota formularea inițială a teoriei relativității generale. John Wheeler a promovat această teorie în anii 1960, încercând să reducă fizica la geometrie într-un mod fundamental, cu o geometrie dinamică cu o curbură variabilă în timp. Practic, Wheeler a încercat integrarea a trei concepte: masa fără masă, sarcina fără sarcină, și câmp fără câmp.
În gravitația newtoniană, sursa gravitației este masa, iar în relativitatea specială masa face parte dintr-o cantitate mai generală numită tensor energie-impuls care include atât densitatea energiei cât și a impulsului și stresul (presiunea și forfecarea). În relativitatea generală, ecuația câmpului de gravitație se referă la acest tensor și la tensorul Ricci care descrie o anumită clasă de efecte de maree.

## Gravitația newtoniană
Gravitația clasică newtoniană admite o descriere geometrică. Împreună cu relativitatea specială, aceasta permite o descriere euristică a teoriei relativității generale. Mișcarea inerțială din mecanica clasică este legată de geometria spațiului și timpului, practic de-a lungul unor geodezice în care liniile de univers sunt linii drepte în spațiu-timpul relativist. Datorită principiului echivalenței între masele inerțială și gravitațională, când se ia în considerare și gravitația nu este observată o distincție între mișcarea inerțială și cea sub influența gravitației. Aceasta permite definirea unei noi clase, a corpurilor în cădere liberă, definind o geometrie a spațiului și timpului prin o mișcare geodezică, care depinde de gradientul potențialului gravitațional. De aici s-a dedus teoria Newton-Cartan, o formulă geometrică a gravitației newtoniene în spațiu-timp curbat folosind numai concepte covariante.
Gravitația geometrică newtoniană este un caz limită a mecanicii relativiste speciale. Acolo unde gravitația poate fi neglijată, fizica este lorentzian invariantă ca în relativitatea specială, mai degrabă decât galileian invariantă ca în mecanica clasică.
Simetria lui Lorentz implică structuri suplimentare prin conuri luminoase care definesc o structură cauzală. Împreună cu liniile de univers pentru corpurile în cădere liberă, conurile de lumină pot fi folosite pentru a reconstrui metrica semi-riemanniană a spațiu-timpului, cel puțin până la un factor scalar pozitiv, rezultând o structură (sau o geometrie) conformă.

## Relativitatea generală
Dacă se ia în considerare gravitația, liniile temporale drepte care definesc un cadru inerțial fără gravitație sunt curbate, rezultând o schimbare în geometria spațiu-timp.
Timpul propriu măsurat cu ceasuri într-un câmp gravitațional nu respectă regulile relativității speciale (nu se măsoară prin metrica Minkowski), fiind necesară o geometrie mai generală, curbă, a spațiului, cu o metrică pseudo-riemanniană asociată în mod firesc cu un anumit tip de conexiune, conexiunea Levi-Civita, care satisface principiul echivalenței și face spațiul local minkowskian.
În noiembrie 1915, la Academia de Științe din Prusia, Einstein a prezentat ecuațiile de câmp care includ gravitația, care specifică modul în care geometria spațiului și a timpului este influențată de materie și radiație.
Conform relativitatății generale, forța de gravitație este o manifestare a geometriei locale spațiu-timp. Relativitatea generală este o teorie metrică a gravitației. La baza ei sunt ecuațiile lui Einstein, care descriu relația dintre geometria unei varietăți patrudimensionale, pseudo-Riemanniene, reprezentând spațiu-timpul și energia-impulsul conținut în acel spațiu-timp. Gravitația corespunde schimbărilor în proprietățile spațiului și timpului, care, la rândul lor, modifică traseele obiectelor. Curbura este cauzată de energia-impulsul materiei. Conform lui John Archibald Wheeler, spațiu-timpul spune materiei cum să se miște iar materia spune spațiu-timpului cum să se curbeze. Pentru câmpuri gravitaționale slabe și viteze mici în raport cu viteza luminii, previziunile teoriei converg spre cele ale legii gravitației universale a lui Newton.
Relativitatea generală prezintă covarianță generală (legile au aceeași formă în toate sistemele de coordonate) și nu conține structuri geometrice invariabile (este independentă de diferitele câmpuri din spațiu-timp). Practic, în plan local este valabil principiul echivalenței, spațiu-timpul este Minkowskian, iar legile fizicii manifestă invarianța locală Lorentz.
În relativitatea generală, materia și geometria trebuie să satisfacă ecuațiile lui Einstein. O soluție a acestor ecuații este un model de univers cu eventuale legi suplimentare care reglementează materia. Cele mai cunoscute soluții exacte sunt cele care corespund unui anumit tip de gaură neagră într-un univers altfel gol (soluția Schwarzschild, soluția Reissner-Nordström și metrica Kerr), cele care descriu un univers în expansiune (universurile Friedmann-Lemaître-Robertson-Walker și de Sitter), universul Gödel (cu posibilitatea de a călători în timp), soluția Taub-NUT (un model de univers omogen dar anizotrop) și spațiul anti-de Sitter (evidențiat recent în contextul conjecturii Maldacena).
Există teorii alternative la relativitatea generală construite pe aceleași premise, cu reguli și/sau constrângeri suplimentare, care conduc la ecuații de câmp diferite (teoria lui Whitehead, teoria Brans-Dicke, teleparalalelismul, gravitația f(R), teoria Einstein-Cartan, etc.).